# Ja tu tylko sprzątam
Ja tu tylko sprzątam – ósmy album studyjny polskiego rapera i producenta muzycznego O.S.T.R.-a. Wydawnictwo ukazało się 22 lutego 2008 roku nakładem wytwórni muzycznej Asfalt Records. Dostępna jest też dwupłytowa wersja kolekcjonerska zawierająca dodatkowy nośnik z utworami instrumentalnymi z płyty. Album poprzedził singel pt. "1980" wydany 18 stycznia 2008. 29 sierpnia, tego samego roku ukazał się drugi singel z płyty zatytułowany "Jak nie ty, to kto?". Do obydwu tych utworów powstały teledyski. Wśród gości na płycie znaleźli się: Sadat X (Brand Nubian), El Da Sensei (The Artifacts), Brother J (X-Clan) oraz Cadillac Dale. Wszystkie utwory na płycie wyprodukował O.S.T.R. z wyjątkiem remiksu "Jestem tylko dzieckiem" autorstwa duetu The Returners. Oprawę graficzną albumu wykonał Grzegorz "Forin" Piwnicki.
O.S.T.R. mówi o płycie: 

"Chciałem opowiedzieć coś o ludziach i ich przyzwyczajeniach do życia w lenistwie, skąpstwie, przepychu, snobizmie, zazdrości i władzy.. płyty nie da się określić niczym innym jak mianem prawdziwego hip-hopu, bo jest na niej miejsce zarówno na stylowe braggadocio, jak i na treściwy storytelling. Całość jest bardzo dynamiczna i daje przede wszystkim do myślenia nad sobą samym i Światem, który nas otacza".

Przy produkcji płyty użyto instrumentów: Waldorf MicroQ, Yamaha Motif XS8, Nord Lead 2x, Nord Electro2/73, Korg Radias, Novation K-station, Roland VP-550, skrzypce elektryczne Yamaha, AKAI MPC1000, AKAI S5000.
Nagrania dotarły do 1. miejsca listy OLiS i uzyskały certyfikat złotej płyty. W 2009 roku album uzyskał nominację do nagrody polskiego przemysłu fonograficznego Fryderyka w kategorii "najlepszy album hip-hop/R&B". Pochodząca z albumu piosenka "Mówiłaś mi..." znalazła się na 24. miejscu listy 120 najważniejszych polskich utworów hip-hopowych według serwisu T-Mobile Music.
Wyrażenie "Ja tu tylko sprzątam" pojawiło się już wcześniej w utworach "Zazdrość" na płycie Tabasko (2002) i "Nie potrafię gwizdać" na płycie POE – Szum rodzi hałas (2005).

## Lista utworów
Opracowano na podstawie materiału źródłowego.
| 1. "Introgliceryna" (produkcja: O.S.T.R.) – 5:40[A] 2. "Zamach na Ostrego" (keyboard, skrzypce, produkcja: O.S.T.R., scratche: DJ Haem) – 5:57 3. "Rap droższy od pieniędzy" (produkcja: O.S.T.R.) – 2:29 4. "Co by się nie działo" (produkcja: O.S.T.R., scratche: DJ Haem) – 3:22 5. "Śśśśśś" (keyboard, produkcja: O.S.T.R.) – 3:21 6. "Dla tych kilku rzeczy" (keyboard, produkcja: O.S.T.R., scratche: DJ Haem) – 4:05[B] 7. "Jak nie ty, to kto?" (produkcja: O.S.T.R., scratche: DJ Haem, gościnnie: Brother J) – 3:33 8. "Wojna o tlen" (produkcja: O.S.T.R., scratche: DJ Haem) – 3:27[C] 9. "Ty sobie możesz" (keyboard, produkcja: O.S.T.R.) – 3:33 10. "Keep it Classy" (keyboard, produkcja: O.S.T.R., gościnnie: Sadat X, Cadillac Dale) – 3:59 11. "1980" (keyboard, produkcja: O.S.T.R., scratche: DJ Haem) – 3:58[D] 12. "To ja mam flow (wersja 2008)" (keyboard, skrzypce, produkcja: O.S.T.R.) – 2:41 13. "Krótki kawałek o wolności słowa" (keyboard, produkcja: O.S.T.R.) – 2:34 14. "Jestem tylko dzieckiem" (keyboard, produkcja: O.S.T.R., gościnnie: Dan Fresh, El Da Sensei) – 3:31[E] 15. "Pij mleko" (keyboard, skrzypce, produkcja: O.S.T.R., scratche: DJ Haem) – 3:24 16. "Przeżyć to jeszcze raz" (keyboard, skrzypce, produkcja: O.S.T.R.) – 2:53 17. "Mówiłaś mi..." (keyboard, produkcja: O.S.T.R., scratche: DJ Haem) – 3:30 18. "To mamy w myśli" (produkcja: O.S.T.R.) – 3:31 19. "Big Money On the Table" (keyboard, produkcja: O.S.T.R., gościnnie: Reps, Cadillac Dale) – 4:16 20. "Wszystko co na górze" (keyboard, skrzypce, vocoder, produkcja: O.S.T.R., scratche: DJ Haem) – 3:14 21. "Ja tu tylko sprzątam" (produkcja: O.S.T.R., scratche: DJ Haem) – 3:13 22. "Jestem tylko dzieckiem (Returners Remix)" (scratche, produkcja: The Returners, gościnnie: Dan Fresh, El Da Sensei) – 3:24 Notatki - A^ W utworze wykorzystano sample z piosenki "Could Have Been Born in the Ghetto (Theme From "Love Head")" w wykonaniu Hot Chocolate. - B^ W utworze wykorzystano sample z piosenki "The Girl I Love" w wykonaniu The Osmonds. - C^ W utworze wykorzystano sample z piosenki "Temat zakazany" w wykonaniu Pona. - D^ W utworze wykorzystano sample z piosenki "Sing a Happy Song" w wykonaniu War. - E^ W utworze wykorzystano sample z piosenki "Balek" w wykonaniu Placebo. |  | Bonus CD 2 1. "Introgliceryna Cz. 1" (Instrumental) – 2:55 2. "Introgliceryna Cz. 2" (Instrumental) – 2:40 3. "Zamach na Ostrego Cz. 1" (Instrumental) – 3:08 4. "Zamach na Ostrego Cz. 2" (Instrumental) – 2:52 5. "Rap droższy od pieniędzy" (Instrumental) – 2:31 6. "Co by się nie działo" (Instrumental) – 3:24 7. "Śśśśśś" (Instrumental) – 3:20 8. "Dla tych kilku rzeczy" (Instrumental) – 3:57 9. "Jak nie ty, to kto?" (Instrumental) – 3:35 10. "Wojna o tlen" (Instrumental) – 3:30 11. "Ty sobie możesz" (Instrumental) – 3:29 12. "Keep It Classy" (Instrumental) – 4:01 13. "1980" (Instrumental) – 4:00 14. "To ja mam flow (wersja 2008)" (Instrumental) – 2:31 15. "Krótki kawałek o wolności słowa" (Instrumental) – 2:37 16. "Jestem tylko dzieckiem" (Instrumental) – 3:32 17. "Pij mleko" (Instrumental) – 3:23 18. "Przeżyć to jeszcze raz" (Instrumental) – 2:55 19. "Mówiłaś mi..." (Instrumental) – 3:29 20. "To mamy w myśli" (Instrumental) – 3:34 21. "Big Money On the Table" (Instrumental) – 4:18 22. "Wszystko co na górze" (Instrumental) – 3:14 23. "Ja tu tylko sprzątam" (Instrumental) – 3:11 24. "Jestem tylko dzieckiem (Returners Remix)" (Instrumental) – 2:24 |